# Michel Vermote
Pour les articles homonymes, voir Vermote.
Michel Vermote, né le 31 mars 1963 à Tournai est un coureur cycliste belge, professionnel de 1985 à 1996. Il est le fils de Gilbert Vermote coureur cycliste professionnel de 1952 à 1956. Son fils, Grégoire Vermote, né en 1992, est également coureur cycliste chez les amateurs.

## Palmarès

### Palmarès amateur
- 1981
  - 3e du championnat de Belgique du kilomètre juniors
  - 3e du championnat de Belgique de poursuite juniors
- 1983
  - 4e étape du Circuit franco-belge
- 1984
  - Seraing-Aix-Rotheux
  - Grand Prix de l'Équipe et du CV 19e
- 1997
  - Champion du Hainaut sur route
  - Triptyque des Monts et Châteaux :
    - Classement général
    - 1re et 3e étapes

  - 3e du Circuit du Brabant wallon

### Palmarès professionnel
- 1985
  - Isle of Wight Classic
  - 2e du Grand Prix Raf Jonckheere
- 1986
  - 2ea étape du Tour de l'Oise
  - 3ea étape du Tour de Luxembourg
  - Ruddervoorde Koerse
  - 2e du Tour de l'Oise
- 1987
  - 3eb étape du Tour de Luxembourg
  - 2ea étape du Tour Midi-Pyrénées
  - 5e étape du Tour de Grande-Bretagne
  - 2e du Grand Prix de la ville de Zottegem
  - 3e du Stadsprijs Geraardsbergen
- 1988
  - Ronde des Pyrénées méditerranéennes
  - 3e étape du Circuit de la Sarthe
  - 4e étape de la Route du Sud
  - 2e du Grand Prix de Denain
  - 3e de la Route du Berry
- 1989
  - Boucles des Hauts-de-Seine
  - 2e du Grand Prix de l'UC Bessèges
  - 2e du Tour de la Haute-Sambre
- 1990
  - 1re étape du Circuit de la Sarthe
  - 2e de l'Étoile de Bessèges
  - 2e du Circuit de la Sarthe
  - 2e de Bruxelles-Ingooigem
- 1991
  - Tour du Limousin :
    - Classement général
    - 1re étape

  - 1re étape de Paris-Bourges
  - 3e de Binche-Tournai-Binche
- 1992
  - Omloop van de Westkust
  - 1re étape du Tour du Poitou-Charentes et de la Vienne
- 1993
  - Grand Prix Marcel Kint
- 1995
  - 2e de la Nokere Koerse
  - 2e de l'Omloop van de Westkust

## Résultats sur les grands tours

### Tour de France
8 participations
- 1987 : abandon (13e étape)
- 1988 : 133e
- 1989 : 70e
- 1990 : 144e
- 1991 : 118e
- 1993 : 113e
- 1994 : abandon (18e étape)
- 1996 : abandon (5e étape)

### Tour d'Italie
1 participation
- 1990 : 131e

### Tour d'Espagne
1 participation
- 1994 : 109e